# Orbita di Lissajous

I cinque punti di Lagrange in un sistema a due corpi, con uno molto più massivo dell'altro (per esempio il Sole e la Terra). I punti L_{3}, L_{4} e L_{5} sembrano appartenere all'orbita del corpo minore, ma in realtà sono leggermente all'esterno.

Un'orbita di Lissajous (dal nome del fisico francese Jules Antoine Lissajous), è un'orbita tridimensionale percorribile da un terzo corpo in prossimità dei punti di Lagrange L1, L2 o L3 di altri due corpi. Costituisce una soluzione al problema dei tre corpi nel caso semplificato in cui il terzo corpo abbia massa trascurabile rispetto agli altri due.
Un corpo posto su un'orbita di Lissajous non è fisicamente orbitante attorno al punto di Lagrange (poiché questo è unicamente un punto di equilibrio privo di massa), ma segue una traiettoria posta in prossimità di esso.  La traiettoria, la cui forma richiama le curve di Lissajous, è il frutto di una complicata interazione tra l'attrazione gravitazionale esercitata dai due corpi principali del sistema e la forza centripeta cui è soggetto il terzo corpo. La traiettoria risulta chiusa se il rapporto tra la frequenza della componente del movimento sul piano e quella del movimento extra-planare è un numero razionale.
Per ogni punto di Lagrange esistono numerose orbite di Lissajous, che si differenziano tra loro per la distanza media dal punto di Lagrange e per il rapporto tra la frequenza della componente del movimento sul piano e quella del movimento extra-planare. Un'orbita halo è un caso particolare delle orbite di Lissajous, in cui la frequenza della componente del movimento sul piano eguaglia quella del movimento extra-planare. Le orbite halo sono tuttavia periodiche, mentre quelle di Lissajous non lo sono.

## Utilizzi

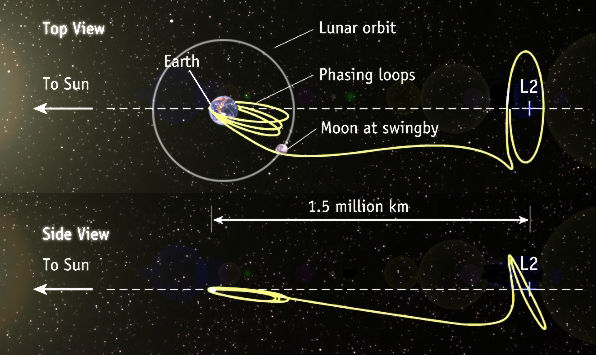
Schema di traiettoria per innesto su un'orbita di Lissajous nel punto L_{2} del sistema Sole-Terra.

In astronautica da un punto di vista pratico le orbite di Lissajous attorno ai punti L1, L2 e L3, tendono ad essere instabili e richiedono piccole manovre correttive periodiche. In generale costituiscono zone di parcheggio energeticamente economiche tra i due corpi. 
Invece in assenza di altre perturbazioni, le orbite attorno ai punti L4 e L5 sono dinamicamente stabili se il rapporto tra le masse è superiore a circa 25, implicando ad esempio che un veicolo spaziale può mantenere la sua posizione in vicinanza di questi punti anche in presenza di piccole perturbazioni dell'equilibrio. Queste orbite possono però essere destabilizzate dalla presenza di altri corpi vicini. Si è infatti visto che i punti L4 e L5 del sistema Terra-Luna sarebbero intrinsecamente stabili per miliardi di anni, pur in presenza della perturbazione causata dal Sole; tuttavia a causa delle perturbazioni innescate dagli altri pianeti, le orbite attorno a questi punti possono essere mantenute in modo stabile solo per alcuni milioni di anni.

## Missioni spaziali
Parecchie missioni spaziali usano orbite o traiettorie di Lissajous.
In prossimità del punto L1 del sistema Terra-Sole sono stati collocati su un'orbita di Lissajous l'Advanced Composition Explorer come pure la sonda Genesis nella sua missione di raccolta di particelle solari.
In prossimità del punto L2 del sistema Terra-Sole, sono stati collocati su un'orbita di Lissajous il satellite Gaia, il WMAP, il telescopio spaziale Herschel lanciato il 14 maggio 2009, il satellite Planck Surveyor.
Nel 2011 la NASA ha trasferito due dei satelliti THEMIS da un'orbita terrestre ad una lunare per mezzo delle orbite di Lissajous attorno ai punti L1 e L2 del sistema Terra-Luna.

La sonda spaziale cinese Chang'e 2 ha lasciato l'orbita lunare l'8 giugno 2011 e si è posizionata in L2.